# Jacala
Jacala är en ort i Mexiko.   Den ligger i kommunen Jacala de Ledezma och delstaten Hidalgo, i den sydöstra delen av landet, 180 km norr om huvudstaden Mexico City. Jacala ligger 1 360 meter över havet och antalet invånare är 3 908.
Terrängen runt Jacala är huvudsakligen kuperad, men söderut är den bergig. Terrängen runt Jacala sluttar västerut. Runt Jacala är det ganska glesbefolkat, med 30 invånare per kvadratkilometer. Närmaste större samhälle är Pacula, 11,8 km väster om Jacala. I omgivningarna runt Jacala växer huvudsakligen savannskog.